# Лесковачко поље и Бабичка гора
Лесковачко поље и Бабичка гора је област која захвата источни сектор простране Лесковачке котлине. Ова котлина је једна од највећих на територији Републике Србије и налази се у Јужном Поморављу, у географској мезорегији Јужна Србија. Котлина почиње од изворишта Туловске реке испод Врвикобиле(995 m), једног од висова масива планине Кукавице, са једне и Грделичке клисуре са друге стране на југу и теснаца између брега Коминга на левој обали Јужне Мораве и завршног западног брега планине Селичевице на десној обали исте реке, на чијем су врху рушевине средњовековне тврђаве Копријан, на северу. Овај теснац представља најсевернију тачку Лесковачке котлине по Моравиној долини а то је представљао, и у административном погледу, за време постојања древне Дендре, затим Немањине Дубочице али и турске нахије Дубочица.
Дужина области мерена од виса Врвикобиле до Коминге износи 48 km у ваздушној линији а по дну Мораве, од Грделичке клисуре на југу до најсеверније тачке котлине, око 41 km. Највећу ширину област има у средини, од локалитета Попово гумно на јужним падинама Бабичке горе (748 m) на истоку до локалитета званог Манастириште на јужним падинама Добре главе (433 m) и износи 26 km.
У овој области можемо разликовати 3 зоне: алувијалну раван, зону побрђа и планину. Алувијална раван је средишња зона. Њу је формирала Јужна Морава а протеже се од Грделичке клисуре на југу до теснаца Коминга-Копријан на северу. Највећу ширину раван има у делу где се у Јужну Мораву уливају њене леве притоке Ветерница, Јабланица и Пуста река а најужа је негде на средини, између села Доње Локошнице на истоку и села Живкова на западу. Алувијална раван представља заправо Лесковачко поље.
Зона побрђа лежи на обема странама Мораве. Побрђе на левој, западној страни од Мораве, разбијено је у четири групе између којих су равнице широке по неколико километара кроз које теку Ветерница, Јабланица и Пуста река. Побрђа источно од Мораве су компактна и испресецана дубоким долинама стрмих падина речица које се сливају са Бабичке горе.
Трећу зону чини планина Бабичка гора тј. њене западне падине која у северном делу области допире до Јужне Мораве а на југу до побрђа неогене старости.
У састав области Лесковачко поље и Бабичка гора не улази део Лесковачке котлине на њеном југоистоку који чине падине Острозуба и Крушевице са побрђем између кога је река Власина измоделирала своју речну терасу од Власотинца до њеног ушћа у Јужну Мораву јер је овај простор у науци издвојен као микрорегија Доња Власина. Такође, у састав ове области не улази део југоисточне планине Селичевице, иако она тим својим делом чини североисточни обод Лесковачке котлине јер је овај простор у науци издвојен као микрорегија Доње Заплање.

## Границе области
Да бисмо могли дати приказ неке области или микрорегије неопходно ју је најпре прецизно ограничити.
Најудаљенија тачка области Лесковачко поље и Бабичка гора на југу је планински вис Врвикобиле под којим се налази извориште
десне и главне компоненте Туловске реке, прве леве притоке Јужне Мораве северно од Грделичке клисуре (995 m). Од ове тачке граница области иде вододелницом између Копашничке и Туловске реке у правцу североистока и завршава се ридом Бабин нос (322 m), близу изласка Јужне Мораве из Грделичке клисуре. Одавде граница иде на исток и допире до Јужне Мораве, спушта се њоме држећи се њене леве обале све до изнад села Манојловца где прелази на десну обалу Мораве испод рида Свети спас. Од овог рида граница иде у правцу југоистока до локалитета Обешеник (413 m)а потом избија на локалитет Раскрсје (455 m). Рид Свети спас-Обешеник-Раскрсје чини вододелницу између Власине и Рајнопољске реке, (прве десне притоке Јужне Мораве од увира у исту реке Власине). Изнад Рајног поља граница области повија се на североисток, опасује са источне стране село Пискупово и држећи се вододелнице на повијарцу Бабичке горе долази до локалитета Попово гумно (748 m). Од Поповог гумна граница иде даље на север па омеђујући са источне стране села Ступницу и Јарсеново избија на вис Бабичке горе-Крива бука (1057 m), затим прелази преко локалитета Теразијине горице на истој планини (1022 m), иде на локалитет Преслап и пошто заобиђе са источне стране село Бабичко, код локалитета Врле гарине скреће на северозапад. Одавде граница иде, силазећи ка Морави, по вододелници између слива Барбешке реке и вода које се сливају у Смрдански поток, пролази преко локалитета Тумба и Плоче између заплањског села Новог села и лесковачког села Смрдан и завршава се на десној обали Јужне Мораве између ушћа у њу Барбешке реке и Смрданског потока. Од ове тачке граница прелази на леву обалу Мораву и држи се исте све до испод ушћа Топлице у њу до коте 190 m. Ова граница представља такзвану границу по „луку” области Лесковачко поље и Бабичка гора.
Граница области по „тетиви” полази од исте тачке на југу, на Врвикобили, па иде вододелницом између Мале реке (десне притоке Чукљеничке реке) и Туловске реке, спушта се на било Рударске чуке и допире до њене северне завршне тачке (281 m). Од ове тачке Рударске чуке граница као замишљена права пресеца равницу Горње (лесковачко) поље и допире до Хисарске косе, тачније до локалитета Бедеми, изнад централног дела Лесковца.Од Бедема „тетива” опет замишљеном правом иде преко равнице у правцу севера, пролази између села Доње Стопање и Винарце и избија на локалитет Извор изнад Винарца (373 m). Од овог локалитета граница опасује са југозапада Душаново па онда држећи се северног смера допире до локалитета Манастириште (433 m) одакле, обухватајући са јужне стране Добру главу, иде у правцу запада, силази у равницу код локалитета Гургац између села Горњег и Доњег Бријања и допире, преко коте 281 до локалитета Питома крушка (286 m). Од овог локалитета граница узима северни смер, опасује са запада села Шарлинце, Драшковац и Пуковац и избија западно од Кочана на Кочански рид, сече га и допире до десне обале реке Топлице изнад села Старог Дољевца, одакле скреће на североисток десном обалом Топлице до њеног увира у Јужну Мораву испод брега Коминга.

## Етимологија области
Лесковачка котлина, због великог пространства а ради успешнијег истраживања, подељена је на микрорегије које углавном одговарају сливовима река које се на њеном тлу уливају у Јужну Мораву. Микрорегије у сливовима Јабланице, Пусте реке и Власине носе имена по именима својих главних река. То није случај и са Ветерницом. Области у сливу реке Ветернице носе три имена: Пољаница и Клисура у изворишту и горњем току а део од Клисуре па од изнад Лесковца зове се Поречје. Како су микрорегије у сливовима Јабланице, Пусте реке, Власине и Ветернице углавном јасно и без проблема одређене и именоване било је потребно јасније одредити границе и дати име микрорегији која захвата преостали део котлине. Највећи проблем јављао се код назива дела котлине око саме Јужне Мораве. У народу постоји назив „Морава” за насеља лоцирана у равници поред ње али без одређених граница за ту област. Драгутин М. Ђорђевић је у своме делу „Живот и обичаји народни у Лесковачкој Морави” покушао да да појам и границе „Лесковачке Мораве” које је тешко прихватити. Он је изван тих граница оставио велики део котлинског дна, а њима је обухватио зоне које се у „Лесковачку Мораву”, као микрорегију котлине, не могу уврстити. Такође назив „Лесковачко поморавље”, кога су помињали поједини аутори, није прихватљив зато што појам Поморавља мора обухватати далеко већи обим. Јован В. Јовановић ову област назвао је Лесковачко поље и Бабичка гора према два доминантна рељефна облика у оквиру њених граница. Под тим појмом он подразумева равницу поред Јужне Мораве од теснаца Коминга-Копријан па до Грделичке клисуре и западне падине Бабичке горе. У ширем смислу овом појму прикључују се и побрђа са леве стране Мораве до линије на њему са које се сливају изворске и површинске воде.

## Физичко-географске одлике области
Физичко-географске одлике неке области чине: геолошки састав, рељеф, клима, хидрографске особености, педолошке особености и биљни и животињски свет.

### Геолошки састав области
У геолошком погледу област Лесковачко поље и Бабичка гора само је делимично научно проучена. Најбоље и најдетаљније проучен је део области у долини Мораве и то у делу од Велике Грабовнице на југу до Брестовца на северу.
Како је Лесковачко поље Моравина (речна) формација оно се углавном састоји од компактних и рестреситих квартарних седимената који су такође производ речне ерозије и акумулације. У Лесковачком пољу постоје јасно издифиренциране речне терасе са знатном висинском разликом. Ове терасе разликују се по времену постанка, геолошкој конструкцији, моћности активног слоја и осталим физичким и хемијским особинама. Најстарија тераса је уједно и највиша тераса поља. Према материјалу који је на овој тераси наталожен може се рећи да је она дилувијалног порекла те да је у њој Морава касније продубљивала своју ерозиону базу. Друге речне терасе представљају алувијалне наносе разне ширине.
Побрђе са обе стране Мораве, дно некадашњег језера, састављено је од језерских неогених, глиновитих и песковито-шљунковитих седимената. На десној обали Мораве у побрђу јављају се језерске терасе степенасто поређане. Поред већ наведених седимената овде се у грађи јављају црвени пешчари и конгломерати спрани и снешени са подова и литица Бабичке горе.
Бабичка гора састављена је од кристаластих шкриљаца од којих су најприсутнији гнајсеви седиментног порекла. У њеном саставу има и црвених пешчара.

### Рељеф области
Као што је већ наведено у рељефу области могу се издвојити поље или равница поред Мораве, побрђа са обе стране и планина Бабичка гора. Ови делови области нису једновремено нити на исти начин постали а садашњу форму дугују многобројним факторима, почевши од тектонских поремећаја Земљине коре у далекој прошлости, до деловања флувијалних и еолских сила па и човека.
Поље представља котлинско дно тј. уравњени појас неогенске подлоге. Измоделирала га је Јужна Морава после повлачења Панонског мора на север. Пре него што је Морава потекла Лесковачком котлином котлина је била испуњена водом Лесковачког језера које је представљало најјужнији део Панонског мора чије су последње воде отекле средином плеистоцена. Са повлачењем језера ка северу Морава је продужавала свој ток у истом правцу. Она је у котлини наишла на дебео слој дилувијалног наноса која је почела да дуби и односи на север. У котлини се у то време вода из њеног корита разливала на огромној површини. Простор који је Јужна Морава у то време захватала простирао се од ридова Рударске чуке на западу до данашњих обала Мораве на истоку. На овој западној страни и данас су уочљиве речне терасе. На данашњем градском простору налазила се лева обала Мораве и она је тада на том простору примала Ветерницу и Јабланицу. Наносима, ове две притоке временом су потискивале Мораву на исток те је она напуштала своје широко корито. На тај начин је постало Лесковачко поље а некадашње Моравино корито претворило се у најдубљи појас котлине.
Дакле, само поље је облик флувијалне ерозије и денудације. Од флувијалних облика рељефа у пољу могу се издвојити већ поменуте речне терасе. Оне се разликују по времену постанка, геолошкој конструкцији, моћности активног слоја и осталим физичким и хемијским особинама. Најстарија тераса је уједно и највиша тераса поља.
Лесковачко поље дугачко је 41 km док просечна ширина поља изниси 6 km. На овој дужини поље има пад од 250 m на југу до 190 m на северу.
Зона побрђа у области лежи са обе стране Јужне Мораве. Побрђе на западу одвојено је од Мораве пољем а оно на истоку допире до саме десне обале. Поред овога побрђе на западу подељено је на четири издвојене терасе. Све оне се на ободу котлине спајају са одговарајућим планинама. Тако се Рударска коса наслања на југу на планину Кукавицу, Хисарска на планину Гољак, Добра глава преко Кремена и Бучуметске терасе на Петрову гору а Кочанска коса на Пасјачу. Највећу дужину има побрђе косе која се завршава код кутлешке цркве. Ово побрђе има и најинтересантнији облик у котлинском оквиру јер је негде у средини повијено за око 45˚ на месту где сада лежи пусторечко село Ђинђуша.
Побрђе на десној страни компактније је од оног на левој и има облик једне целине мада је избраздано често дубоким усецима разних речица и потока који силазе са Бабичке горе. Најдубље је у зони Орашачке реке, док се код ушћа Рајнопољске реке у Мораву на југу и код села Грданице на северу сужава до нулте ширине те има полукружни облик одсечка једног мањег круга у великом котлинском кругу котлине.
Простор који захвата побрђе на западу од Мораве износи око 20% укупне површине области а оно на истоку око 15%.
Зону планина чине западне падине Бабичке горе. Ова планина припада Средишњој зони громадних планина и котлина насталој покретима алпске орогенезе у Родопској маси. Има правац пружања СЗ-ЈИ. На северозападној страни одвојена је од Селичевице Барбешком реком, односно терасом која чини Доње Заплање. На југоистоку њени крајњи повијарци преплићу се са повијарцима планине Крушевице, без изразите границе између ове две планине. На истоку Бабичка гора спушта се до Кутинске реке у Горњем Заплању. Највиши врх Крива бука висок је 1057 m а други по висини је врх Теразијине горице 1022 m.
На Бабичкој гори веома јасно се уочавају језерске терасе или подови. Најниже косе су неогеног порекла док је највиша изнад села Големе њиве, Црковнице и Бабичког. На истоку, од највише терасе, простире се раван широка близу километар. Ова затрављена површ са кречњачком подлогом изнад села Бабичког је она највиша језерска тераса Лесковачког језера изнад које је, из огромне језерске површине, извиривала највиша греда Бабичке горе. Ова тераса по висини одговара тераси под Раданом на којој се простиру горње Ивањске ливаде са домом на њима.
Изнад села Бабичко, у равни највише језерске терасе, пружа се у правцу СИ-ЈЗ кратки рид Бабина чука. У оквиру планинског масива Бабичке горе постоје делови различитих назива. Део планине изнад Бабичког зове се Гарина, изнад Црковнице Крушевица (по шумама дивљих крушака) а део изнад села Ерсенова (Јарсенова) Ерсеновска планина.
На зону планине отпада око 25% укупне површине области.

### Клима области
Клима је просечно стање временских прилика посматраног изнад неког простора за дужи временски период.
Клима Лесковачке котлине је сложена јер се у њој преплићу својства жупне климе са панонским и егејским утицајима.

#### Температура ваздуха
Температура ваздуха један је од најбитнијих климатских елемената. У области Лесковачко поље и Бабичка гора најтоплији месец у години је јул а најхладнији јануар. Средња годишња температура у Лесковцу износи 11,4 ˚C. У Лесковцу је измерен и апсолутни максимум температуре у овој области када је температура у августу 1952.године достигла 41,5 ˚C. На основу овог климатског елемента закључује се да клима у овој области има континентално обележје.
| Месеци   | јан  | феб | март | апр  | мај  | јун  | јул  | авг  | сеп  | окт  | нов | дец | с. г. т. |
| -------- | ---- | --- | ---- | ---- | ---- | ---- | ---- | ---- | ---- | ---- | --- | --- | -------- |
| Лесковац | -0,2 | 2,3 | 5,8  | 11,6 | 16,2 | 19,9 | 21,5 | 21,3 | 17,3 | 11,9 | 7,3 | 1,9 | 11,4     |

У табели изнад дате су средње месечне температуре и средња годишња температура у ˚C за град Лесковац у периоду 1954.-1970.

#### Ветрови
Ветрови су врло важан елеменат климе једне области. Они доприносе испаравању са површине воде, земљишта и вегетације. Топли ветрови доприносе топљењу снега и леда и зими и с пролећа а лети су узрок вењењу и прљењу житних поља услед смањења влаге у биљкама и услед одношења влажности са површинског слоја земљишта. Ветрови су и фактор који доприноси размножавању биља, укрштању биљака разношењем полена итд.
Ветрови се могу класификовати на више начина. Најчешће се то ради према странама света из чијег правца долазе. Најчешћи ветрови у области Лесковачко поље и Бабичка гора су северни и јужни ветрови.
Северни ветар је најјачи и најчешћи у области. Он се јавља у свим годишњим добима али је највише заступљен зими. Он доноси снежне падавине и често доприноси залеђивању река. Његова највећа брзина износи 3 m/s што је уједно и највећа брзина ветрова у овој зони. Јужни ветар је други по честини у области. У пролеће, током априла, овај ветар достиже највећу брзину. Тада доприноси топљењу снега у планинама и развоју вегетације. Зато се у народу зове „развигор”. Североисточни ветрови имају најмању брзину. Они се најређе јављају у овој области.
За ову област карактеристичан је ветар који долази из југоисточног правца. То је тзв. „власинац” или „моравац”. Обично се јавља у фебруару. Дува у таласима, велике је јачине и хладан. Зову га и „козодер” јер је, у време када је у народу коза много гајена, доприносио помору ове домаће животиње.
Западни и северозападни ветрови обично доносе кишу. Лети као олујни ветрови доносе град.
Област Лесковачко поље и Бабичка гора не спада у ветрометно подручје. Март је најветровитији месец у области. Тишине су најдуже у деловима котлине под планином.
Сви ветрови мање се осећају на Бабичкој гори. Због свог положаја дејство хладних ветрова мање се осећа на њој. Уз то, западне падине Бабичке горе су максимално изложене осунчавању и на њеним падинама се снег најпре отопи у целој котлини. Ово доприноси њеној аграризацији до под саме врхове.

#### Падавине
За највећи део области најмеродавнији су подаци прикупљени од метеоролошке станице у Лесковцу која је лоцирана готово у средини овог микрорегиона котлине. Према тим подацима просечна годишња висина падавина у Лесковцу износи 587 mm. Пролеће је најкишовитије доба у години док најмање падавина падне у зиму. Што се тиче појединих месеци највише падавина има у јуну а најмање у јануару.

### Хидрографске одлике области
Лесковачка котлина један је од ретких крајева са обиљем река и других текућица у Србији. Јужна Морава представља осовинску реку како области тако и котлине. Она пресеца котлину њеним источним ободним подножјем. Котлински обод пресецају са свих страна још 5 значајнијих река чија су изворишта ван котлинског појаса а често у врло далеким планинама. Када се узму у обзир и други мањи потоци, дно котлине избраздано је воденим токовима као мрежом природних канала.
Под притиском тако бројних токова, нарочито у Лесковачком пољу, издан је веома близу површине те од давнина омогућује наводњавање поља.
Битне хидрографске карактеристике области чине бројне реке и потоци, местимично вирови и плитка издан која се често у равном пољу јавља као јак извор на површини.

#### Водени токови
Јужна Морава односно њена главна саставница Биначка Морава постаје од Кључевске и Слатинске реке у Скопској Црној Гори. Биначка Морава удружена са Прешевском Моравицом код Бујановца гради Јужну Мораву која отиче ка северу пробијајући се кроз Грделичку клисуру из Егејског у Панонски басен. Јужна Морава дугачка је 343 km са површином слива од 15 470 km2. Она на излазу из Сталаћке клисуре са Западном Моравом гради Велику Мораву, свој природни наставак.
Ток Јужне Мораве, до уласка у Лесковачку котлину односно поље, веома је дуг а простор са кога сакупља воду у своје корито простран па је њена водена маса, нарочито у раније време, била велика. Слив њеног горњег тога је обешумљен на више од 90% површине па је протицај неуједначен и ерозија ексцесивна. На дугом путу до Лесковачке котлине Мораву, лети, код локалних пљускова, лако замуте потоци са оголелих планина, па су ретки месеци, у то доба године, када је њена вода бистра. Уз то, услед изливања отпадних вода у њу она је и загађена.
Пре доласка Словена, у доба Дарданаца, по Херодоту Морава се звала Ангрос. Сматра се да свој садашњи назив Морава дугује Келтима. Према неким истраживањима реч Морава компонована је од двеју речи келтског језика „мар” и „ава” што значи „велика вода”. По Вуку Караџићу, Срби су сваку већу воду називали „морава”, налазећи да корен ове речи има сличност са речи многих народа која означава воду (mare- латински , mer- француски итд.) Како у Србији постоје три Мораве, ова, која са југа долази, названа је Јужна.
Морава лети у котлини постаје плитка а кад надође дубока је и хировита. На многим местима, као на оном код Манојловца, њено корито широко је неколико стотина метара. Негде се и проширује са великим острвом у средини свога тока.
До пре првог светског рата на Јужној Морави није било ниједног већег моста у котлини па су се људи са стоком и колима превозили преко ње ,,лађама.
Водена маса Мораве својим притиском доприноси појави веома плитке издани а негде, као на пример у грајевачком пољу, ниску приобалну земљу натапа по закону капиларних цеви. Извор баре Топлик није ништа друго до издан која избија на површину земље услед притиска водене масе Мораве са узводног терена.
Леве притоке Јужне Мораве чија се изворишта налазе на територији области су: Туловска река, Топлик, Бучан, Шараница и Чекмински поток. Вода ових притока Јужне Мораве има већи значај само у време великих и дуготрајних падавина или плаких киша, као и у време топљења снега.
Туловска река извире на падинама Врвикобиле. У изворишту је састављена од два водотока који се састају изнад села Тулово одакле добија назив Туловска. Њен правац тока је ЈЗ-СИ. Испод села Злоћудова улива се у Јужну Мораву. Током лета пресуши у доњем делу тока док у доба великих падавина и топљења снега у планини плави долину и наноси штете у пољу и насељима на њеној обали. Њена дужина износи 18 km.
Бучан нема свој извор већ сакупља површинску воду са источних падина Рударске чуке почевши од долине Жељковац. Правац тока је исти као и код Туловске реке. Ова вода има једва приметно корито и редовно плави ниско заливађено земљиште источно од старог македонског пута Лесковац-Грделица (некадашњег Мидхапашиног друма). Дешава се да преплави пут Лесковац-Бластотинце. Испод Бобишта прима воде баре Топлик и код Навалина се улива у Мораву.
Топлик извире јужно од кумаревске цркве, опасује је са њене северне стране. Код ове цркве вода ове текућице никада не мрзне па се зато зове Топлик. Ливаде око ње су најплодније ливаде у Лесковачком пољу. Зими је слетиште разних птица селица, а лети има око ње доста барског птичјег света.
Речица Шараница извире на обронцима брежуљака на западу од села Душанова. Испод села вода се слива у једно корито и као поток тече до Печењевца. Испод овог насеља ископано јој је ново корито којим она сада утиче у Јабланицу западно од железничке пруге.
Чекмински поток извире испод Добре главе. Има 2 изворишта који дају две његове изворишне компоненте: Шеваришки и Кућишки поток. Чекмински поток некада је био десна притока Шаранице док данас самостално утиче у Јужну Мораву некад заједничким коритом.
Јужна Морава са десне стране, на територији области, прима воду Рајнопољске, Орашачке, Ступничке, Јашуњске, Црковничке и Разгојнске реке односно Смрданског потока.
Рајнопољска река извире на планинским косама испод села Липовице. Са те стране вода тече у правцу села Рајног поља двема долинама које се сједињују у Рајном пољу, па одатле до увира у Јужну Мораву теку под именом Рајнопољска река.
Орашачка река извире из изворишта које се налази испод рида Чукар и у свом изворном делу до села Орашца носи име Дренска река. Код Доње Слатине она се улица у Јужну Мораву.
Ступничка река извире у делу Бабичке горе који се у народу назива Јарсеновска планина на локалитету Гукава арница-Студени кладанац. Код села Ступнице повија се у правцу запада и чини лакат. У Јужну Мораву улива се се испод села Јелашнице.
Јашуњска река у горњем делу назива се и Манастирска река јер пролази поред средњовековног манастира св. Богородице и св. Јована. Она у свом изворном делу има две компоненте: Црну и Белу реку. Оне се састају код места Воденичиште изнад манастира св. Јован одакле носи име Јашуњска река. У Мораву се улица у махали Величковци одмах испод пута Богојевце-Дрћевац-Црковница. Она је од свих десних притока Мораве у овој области најбогатија водом..

#### Вирови
Вирови у области Лесковачко поље и Бабичка гора углавном су настали под притиском текућица у пољу. То није случај само са ,,језерима у групи побрђа Добре главе. Од тих ,,језера данас је преостало само оно у атару села Каштавар.
Језеро у атару села Каштавар је сада само локалитет са мало воде у коме се легу дивље пловке. Пре скоро једног века језеро је било знатно веће па су се у његовој води купала деца из Каштавара.
Црни вир налази се изнад ушћа реке Власине у Мораву, у атару села Доњег Крајинца, на његовој јужној периферији, на десној обали Јужне Мораве. Представља дубоку, тиху воду, тамне боје због њене дубине. Претпоставља се да је остатак некадашњег корита Власине. Вир се потхрањује подземном водом из Власине а из њега вода отиче Ботуњом и улива се у Власину близу њеног ушћа у Мораву. Постоји још један истоимени вир у атару села Кумарева. Сматра се да представља остатак корита Јужне Мораве или да га је она издубила и да је некада био знатно пространији. Вода вира је тамна због дубине што објашњава његово име а има и отоку. За овај вир везана је легенда о белом бику необичне снаге.
Подводно је и баровито земљиште на месту зв. Оризиште у атару села Братмиловца, поред пута Лесковац-Манојловце. Код овог локалитета јасно се уочава некадашње корито Јужне Мораве чије је дно сада бара или вир.
Забарје је вир настао од издани под притиском старе Баре и Мораве. Оно је у ствари наставак кумаревског Топлика а цео његов ток је траг некадашњег Моравиног корита које се временом померило на исток. Налази се у Бобишту.
У атару села Печењевце некада је постојао „Зелени вир”.
Извори и бунари јављају се у побрђу а нарочито у планини. Има их у атарима свих села засељених на тим пространствима. У селу Бабичком многи извори из давнина претворени су у чесме док су неки претворени у бунаре. Извора има и у Црковници, Големој њиви и Горњој Локошници. Ова област има свуда издашну изданску воду готово надохват руке. У Лесковачком пољу изданска вода се јавља на два до три и четири метра.

#### Језера
На територији области нема већих природних и вештачких језера. Постоје вештачка језера у атару села Мала Грабовница настала ископавањем када је шупљине испунила изданска вода.

### Педолошки састав области
Област је у педолошком погледу такође само делимично научно обрађена. Најбоље је проучен део области у долини Мораве. У Лесковачком пољу постоје делови на којима је формирање земљишта још увек у току. Таква је речна тераса поред Мораве коју она редовно плави. Са друге стране, на вишој тераси, са могућим повременим плављењем, формирање земљишног покривача је завршено.
На подручју Лесковачког поља константован је 21 земљишни тип, утврђено је његово пространство, његов физички и хемијски састав. Константовани су следећи типови земљишта: подзоли, смоница у опоздољавању, гајњача у опоздољавању, ливадско земљиште слабо киселе реакције, ливадско земљиште слабо алкализирано, алувијум лаки дубоки у деградацији, алувијум иловасти дубоки слабо киселе реакције, алувијум карбонатни лаки средње дубоки, алувијум карбонатни иловасти дубоки, алувијум карбонатни иловасти средње дубоки, алувијум бескарбонатни лаки дубоки, алувијално-делувијално земљиште, антропогено земљиште итд.

### Биљни и животињски свет
Шуме ове области имају своје најизразитије представнике у храсту и букви. Они расту на Бабичкој гори и на побрђима области. Храст успева до 700 m. Са јужне, присојне стране (које су са више сунца те топлије) успева посебна врста храста, храст китњак или горун, до висине до 900 m. Буква се јавља од висина 700–900 m с тим што је срећемо и на нижим висинама. Са њом се у овој области завршава шумски појас.
Ове шуме, поготово на Бабичкој гори, имале су велики значај за успешну борбу партизана у овој области. Ту су били и збегови становништва у време непријатељских напада током ратних година. По Бабичкој гори име је добио партизански одред.
У овој области има реликтних биљака. У околини Лесковца расте усколисни каранфил, посебна, изумрла врста каранфила.
Од дивљачи у овој области могу се срести зечеви, дивље свиње, веверице, ласице а од птица врабац, чавка, гавран, врана, фазан, јаребица, славуј, рода, соко и др.

## Друштвено географске одлике области
Друштвено географске одлике неке области чине становништво, привреда и насеља. Пре приказа ових одлика наводи се историја насељености дате области.

### Историја
Област Лесковачко поље и Бабичка гора обухвата равницу, поље поред Јужне Мораве. Долина Јужне Мораве део је веома важне комуникацијске артерије у централном делу Балканског полуострва. Нема сумње да је она била погодан пролаз и за људске заједнице у далекој прошлости. Отуда трагови веома старе насељености у овој области.

#### Праисторијски период
Лесковачка котлина представља веома важну комуникацијску тачку на простору централног Балкана и у њој су сконцентрисана природна богатства у виду река и плодне земље. Због ових богатстава људи су почели да насељавају овај крај још у праисторији. Најстарији трагови насељености на територији Лесковачке котлине стари су око 8 000 година и потичу из периода млађег каменог доба познатог као неолит. Како људи у неолиту нису нису користили писмо сазнања о њиховим начинима живота и привређивања добијамо ископавањем материјалних остатака које су оставили за собом. Према неким изучаваоцима историје овог краја сматра се да на територији области постоји најмање 18 неолитских налазишта. Најинтересантнија праисторијска налазишта налазе се код Мале Грабовнице, Злокућана, у Братмиловцу и на Хисару у Лесковцу.
Налазиште у Малој Грабовници, на локалитету Прогон-Чука, једно је од најбогатијих неолитских налазишта у овој области. На овом налазишту може се утврдити еволуција од краја старчевачке групе па до последњих етапа винчанске групе. Старчевачка култура, као најстарији слој у културном развоју Лесковачке котлине, заступљена је и у Братмиловцу и Душанову у овој области.
Градац је неолитски археолошки локалитет који се налази на природном узвишењу близу села Злокућана, код ушћа Јашуњске реке у Јужну Мораву. На овом локалитету откривено је насеље збијеног типа, ограничено са свих страна стенама, с југа се налази сухозид и ограда од палисада. Откривена је и важна теракота, која је фрагментована, али је очувана глава која има људске црте лица и јеленске рогове. Материјал нађен на Градцу припада винчанско-плочничкој фази али садржи и елементе раног бронзаног доба. Горњи слојеви припадају Бубањ-Хум култури. Појава елемената ове културе у Лесковачком Поморављу упућује на померање племена са краја неолитске епохе из Доњег Подунавља и Румуније у правцу југа и југозапада. У животу праисторијског Градца интересантан проблем представља материјал латенског периода, последњих векова пре нове ере у Лесковачком поморављу. У Градцу су пронађени типично келтски налази, који се везују за период последњих векова пре нове ере, ако не и последњег века п.н.е. Није још увек разјашњено да ли се ради о траговима келтског присуства на Градцу приликом њиховог продора на југ (280-279 г. п.н.е) или о каснијим појавама утицаја Скордиска, који су се настанили на тлу Србије, на обали Саве и Мораве. Градац, као праисторијско насеље, имало је дуг век. Није јасно када је престао да живи Градац а са њим и Ћилер, насеље у његовом подножју. Ако би Келтски налази припадали утицају Скордиска, онда је он могао живети све до освајања Лесковачке котлине од стране Римљана, прептрпевши пре њих и утицај дачке културе, чији су трагови нађени у Великом Трњану, али не и у Градцу.
Први историјски народ забележен на данашњој територији Лесковца били су Дарданци. Они су били једно од најстаријих племена на простору Балкана. Први историјски запис о овом племену потиче из времена владавине Филипа II, средином IV века пре нове ере. Према античким списима веома је вероватно да је дарданска држава заузимала простор данашње јужне Србије и северне Македоније а посебно су биле насељене долине Мораве и Вардара. Дарданци су се у овој области углавном бавили сточарством и земљорадњом али и ловом и риболовом. У Народном музеју у Лесковцу чува се велики број земљаних кугли пробушених у средини. Те кугле биле су тегови на мрежама којима су Дарданци ловили рибу.
На територији области Лесковачко поље и Бабичка гора пронађени су трагови који говоре о некадашњем присуству античких Македонаца. Познато је да је македонски цар Александар Велики, годину дана по ступању на престо свога оца, начинио поход на север до Дунава где се сусрео са једног делегацијом Келта. У селу Орашцу, на локалитету Лусарије, нађено је више златних комада новца од којих се три данас налазе у нумизматичкој колекцији Народног музеја у Лесковцу. Један златник је са ликом краља Филипа II, а преостала два са ликом Александра III.
Келти су преко области Лесковачко поље и Бабичка гора прошли негде око 280. године пре наше ере, када су кренули на југ, у Македонију и Грчку. На свом путу ка југу они су прошли долином Мораве и Вардара. Трагови боравка Келта нађени су на Хисару и на налазишту на брду Градац код Злокућана. На Градцу је пронађено обиље келтског материјала што је на неке истраживаче утицало да закључе да је Градац био келтски град. Утицај Келта, то јест Скордиска, на староседелачко дарданско становништво у области осећао се и у језику и топонимији у подручју на коме су обитавали. Од њих су остала имена реке Мораве, локалитета Неманикуће итд.

#### Антички период

##### Римска епоха
Римљани су запосели крајеве Лесковачке котлине покоравањем Дарданске краљевине око 28. године пре нове ере. Њихова власт на овим просторима трајала је све до 1165. године нове ере када је романски цар Манојло Комнин поклонио Стефану Немањи територију која је укључивала и данашњу област Лесковачко поље и Бабичка гора. У првим годинама римске владавине територија Лесковца припадала је провинцији Мезији, а крајем I века нове ере она се налазила у провинцији Горња Мезија. Долазак Римљана у ове крајеве означава крупан догађај у политичком, културном, привредном и етничком погледу. Они су разбили до тада родовско и племенско друштвено уређење и донели нови друштвени и привредни развитак , изградили су до тада непостојеће саобраћајнице а на тим саобраћајницима установили кастеле и станице које су обезбеђивале сигурност на путевима и олакшавале путовања. Тек се од времена Римљана може говорити о правим путевима кроз ову област. Римљани су познати и по томе што су подигли многа нова насеља са водоводима и канализацијама, са јавним купатилима, што су градили бране и стварали хидроакумулације. Староседелачком становништву наметнули су свој језик и културу и донели са собом свој начин живота и своје навике. Спомен на њих очувао се до данашњих дана у топономији неких локалитета: „Латински град”, „Латинско гробље”, „Латински пут”.
Нови начин живота, технички, привредни и културни прогрес захватио је и област Лесковачко поље и Бабичка гора. Сматра се да је Лесковачко поље односно његов равни део, у време Римљана, био покривен баруштинама, пун блата и непогодан за обраду и комуницирање. Уз то, покривала га је и густа шума. Отуда у пољу нема нигде трагова античких насеља.
Насупрот недостатку римских насеља у Лесковачком пољу откривено је пуно остатака насеља у побрђу и на падинама Бабичке горе. На Хисару, на локалитету Бедеми, постојала је античка тврђава знатног обима – хисарска акропола. Нема јасних извора да је, у доба владавине Римљана, на територији града Лесковца постојало цивилно насеље. 90-их година прошлог века, копањем темеља за зграду у садашњем насељу „Дубочица”, пронађене су две велике камене људске статуе за које су стручњаци дали мишљење да потичу из римског периода. Данас ове статуе чине део лапидаријума Народног музеја у Лесковцу. Фон Хан наводи Scunae као могући назив за римско насеље на територији данашњег Лесковца. Сматра се да је, ако је и постојало, то насеље било у сенци славнијег Naissusa.
Сем акрополе на Хисару и евентуалног цивилног насеља у субурбиуму код Лесковца трагови римских насеља пронађени су у Великој и Малој Грабовници, Загужану, Орашцу (остаци римског пута на локалитету Калдрма), Јелашници и Грајевцу, Разгојни, Печењевцу, Залужњу, Прибоју, Кутлешу, јужно од Црковнице, на узвишењу између рукавца Јашуњске реке, код Градашнице, у Големој њиви. У Градашници откривена је латинска воденица док је латински пут откривен у атару села Голема Њива. Трагови римске културе пронађени су и у Горњој Локошници, Ступници, Ерсенову, Бабичком. У неким од ових села пронађене су мреже водоводних цеви од керамике. У Ступници, у махали Чукар, постоји кастел. У овој махали, на брегу, пронађени су одломци од античке опеке. На риду Пирамида, између Бабичког и Црковнице, постоје остаци античке пећи за топљење гвожђа, са згуром на њеним падинама. У селима Пискупово и Орашац постоји локалитет Римско гробље.
Посебно су интересантна налазишта у атару Големе Њиве. Сматра се да је првобитна црква у данашњем манастиру Св. Богородица подигнута 1499. године на темељима рановизантијске цркве и да је служила за потребе цивилног становништва некадашњег римског насеља у субурбијуму тврђаве, између Црне и Беле реке, саставница Јашуњске реке. Поред тога, за потребе посаде те тврђаве постојала је мала црква унутар зидина тврђаве чији се темељи и апсида и данас виде. Према томе и овде је постојало римско насеље које је укопавало своје мртве на локалитету Латинско гробље у Големој Њиви.
Што се саобраћајница тиче поједини аутори сматрају да је у ово доба постојао пут који је од Ниша водио на југ. Овај пут силазио је око Селичевице, хватао се гребена Гарине и ишао даље по површи изнад села Бабичко, Црковнице и Големе њиве. Држећи се тог правца пролазио је преко Ерсенова, избијао на Ступницу и ишао даље на југ. На тој траси налазе се и остаци античких тврђава, водовода, храмова па и локалитет „Латински пут”. Остаци велике римске или рановизантијске тврђаве налазе се на почетку највише језерске терасе са севера. Испод друге тврђаве, чији се остаци уочавају између Црне и Беле реке, постоји планински пут који се у народу зове Латински пут. Овај пут пружа се паралелно са левом обалом Беле реке. На североистоку од пута и Градишта налази се голи брег који зову Лешје. На Лешју постоје трагови мање античке тврђаве за коју са сматра да је служила као заштитни фор тврђави на Градишту. Латински пут пролази тачно између ова два утврђења. Сматра се да је постојао још један пут који је ишао по планинском венцу Бабичке горе. Био је ниже и ишао је десном страном Мораве. Овај пут везивао је насеља у долини Мораве као што је Разгојна, пролазио је на Градиште изнад Горње Локошнице па преко Дрћевца и Јашуње допирао до Орашца и Градашнице изнад које постоје остаци старог античког града. Овај пут могао је бити и од привредног значаја јер је уз Власину доводио до Рупља и његових рудника гвоздене руде.
И у побрђу на левој страни Мораве, у зони Шаранице и на падинама Добре главе, било је античких насеља и пута који их је повезивао. У побрђу изнад села Међа постоје остаци античког града на локалитету Градиште. Траг античког насеља откривен је и на локалитету Манастириште, на јужним падинама Добре главе. Античко насеље постојало је и у Подримцу, на локалитету Делија, где је ископана десна женска рука од бронзе која се сада чува у Народном музеју у Лесковцу.
Приликом коначне поделе Римског царства на Источно и Западно, 395. године, територија Лесковца припала је Источном римском царству познатијем као Византија односно њеној провинцији Средоземна Дакија. Источно царство одржало се хиљаду година после пропасти Рима. Скоро сва насеља на територији области константована као римска насеља или утврде и путеви одржавали су се и у доба ране Византије и напредовали. Најбољи доказ за то јесу остаци старих цркава источноправославног смера. Рановизантијска црква је она у Разгојни, сада капела и црква испод брега Капавац, код Каштавара. Остаци рановизантијског насеља пронађени су на Хисару.

## Галерија
- Реверс статера Филипа II Македонског из периода 359-336 п.н.е. пронађен на локалитету Лусарије у Орашцу.